# أنطونيو هارفي
أنطونيو هارفي (بالإنجليزية: Antonio Harvey)‏ مواليد 6 يوليو 1970 في شيكاغو، هو لاعب كرة سلة أمريكي سابق. بدأ مسيرته الاحترافية في سنة 1993. يبلغ طوله 6 قدم 11 بوصة (2.1 م). اعتزل اللعب في 2004.

## المسيرة الاحترافية
لعب مع لوس أنجلوس ليكرز من سنة 1993 إلى 1995، ثم لعب مع فانكوفر جريزليز في سنة 1995، ثم لعب مع لوس أنجلوس كليبرز في سنة 1996، ثم لعب مع سياتل سوبرسونيكس في موسم 1996–1997، ثم لعب مع بانيونيس في موسم 1997–1998، ثم لعب مع غرناطة في سنة 1998، ثم لعب مع بورتلاند ترايل بلايزرز من سنة 1999 إلى 2001، ثم لعب مع سياتل سوبرسونيكس في موسم 2001–2002.

## روابط خارجية
- أنطونيو هارفي على موقع إن بي أي (الإنجليزية)
- أنطونيو هارفي على موقع سبورتس رفرنس (الإنجليزية)
- أنطونيو هارفي على موقع الدوري الإسباني لكرة السلة (الإسبانية)
- أنطونيو هارفي على موقع كلية كرة السلة في سبورتس رفرنس.كوم (الإنجليزية)
- أنطونيو هارفي على موقع ريلجم (الإنجليزية)
- أنطونيو هارفي على موقع بروبوليرز (الإنجليزية)